# Danevirke
El Danevirke (ortografia danesa moderna: Dannevirke; en nòrdic antic:Danavirki, en alemany; Danewerk) és un complex de fortifications daneses a l'actual estat federal alemany de Schleswig-Holstein. Aquesta línia defensiva que creua l'istme de la península de Jutlàndia va ser construïda pels danesos durant l'edat del ferro nòrdica cap a l'any 500. Va anar essent ampliada i modificada durant l'era vikinga, i va tenir un ús militar defensiu fins al 1864 durant la Segona Guerra de Slesvig.
El Danevirke consisteix en diversos murs i trinxeres. El mur s'estén al llarg de 30 quilòmetres, des de l'antic centre comercial viking de Hedeby (a prop de Slesvig) fins als grans aiguamolls a l'oest de la península. El juliol de 2018 fou inscrit com a Patrimoni de la Humanitat a Alemanya per la UNESCO, dins la denominació «Conjunt arqueològic fronterer de Hedeby i el Danevirke».
Segons fonts escrites, la construcció del Danevirke va ser començada el 808 sota el regnat de Godfred. Tement una invasió dels francs, que havien conquerit Frísia i l'Antiga Saxònia, Godfred va començar a crear una estructura enorme per a defensar el seu regne, separant la Península de Jutlàndia de la frontera septentrional de l'Imperi Franc. Tot i així, diverses excavacions arqueològiques han revelat que les primeres obres de construcció del Danevirke començaren molt abans del regnat de Godfred, al voltant de l'any 500, a causa dels conflictes entre els danesos i els saxons.

## Simbolisme

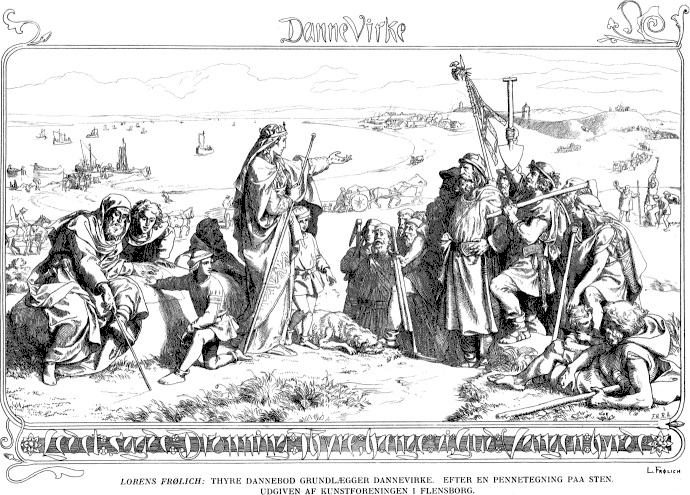
Il·lustració de Lorenz Frølich on Thyra Dannebod ordena la construcció del Danevirke.

La llegenda diu que la reina Thyra va ordenar la creació del Danevirke. Thyra Dannebod fou la dona del primer rei històricament reconegut de Dinamarca, Gorm el Vell.
Amb l'aparició dels estats nació a Europa durant el segle xix, el Danevirke esdevingué un símbol de poder per a Dinamarca i en la demostració d'una cultura nacional danesa. Durant tot el segle xix danesos i alemanys van lluitar políticament i militarment per la possessió del territori conegut com a Sønderjylland o Slesvig pels danesos i Schleswig pels alemanys. Dues guerres van ser lluitades, la Primera Guerra de Slesvig (1848-1851) i la Guerra dels Ducats (1864), que resultà en una derrota danesa i la posterior annexió de la regió a la Confederació Germànica. En aquest context hostil, el Danevirke va jugar una funció important, al principi com a barrera cultural mental en contra d'Alemanya, però aviat també com a fortificació, quan va ser reforçat amb emplaçaments de canons i trinxeres el 1850 i el 1861.
A principis del segle xix el mot Dannevirke va ser adoptat com a títol de diverses revistes nacionalistes daneses que tractaven específicament de la tensa relació entre danesos i alemanys. En èpoques prèvies, el Danevirke havia definit una frontera cultural i lingüística entre els feus danesos i alemany, però les fronteres culturals i lingüístiques es van anar movent gradualment cap al nord, de manera que al segle xix l'alemany era la llengua predominant fins a Flensburg, tot i que la regió encara continuava formant part de Dinamarca.